# Vernaison
Pour les articles homonymes, voir Vernaison (homonymie).
Vernaison est une commune française, de la métropole de Lyon, en région Auvergne-Rhône-Alpes, dans le Sud-Est de la France.
Ses habitants sont appelés les Vernaisonnais.

## Géographie

### Localisation
|         | Irigny    | Solaize          |
| Charly  | Vernaison | Solaize          |
| Millery | Grigny    | Sérézin-du-Rhône |

Selon la classification de l'INSEE, c'est une commune urbaine qui fait partie de l'unité urbaine de Lyon ; elle n'est séparée de la commune-centre que par Irigny et Pierre-Bénite.

### Territoire

En rouge le territoire de Millery qui a intégré Vernaison et la métropole, en bleu le territoire qui a rejoint Grigny.

Son territoire est réparti entre deux grandes zones :
- celle des bords du Rhône et des îles, tournée vers le fleuve, mais aussi menacée par ses crues, même si depuis l'édification du barrage de Pierre-Bénite, elles sont devenues moins violentes ;
- celle des collines vouée à l'agriculture, principalement à l'arboriculture.

L'île de la table ronde — qui n'est pas sur le territoire de la commune de Vernaison mais sur celui des communes voisines d'Irigny, Ternay et Feyzin —  et l'île de la Chèvre, sont un site protégé avec une faune et une flore typique des milieux du Rhône. Le programme de réhabilitation débuté dans les années 1990 a permis de redonner une nouvelle jeunesse aux « lônes », nom donné aux bras morts du Rhône qui accueillent de nombreuses variétés de poissons. On y trouve des espèces protégées, assez étonnantes si près de Lyon, comme le castor, le martin pêcheur ou le milan noir.
En 1998, dans une étude sur la vallée du Rhône, Jacques Bethemont indiquait que Vernaison se trouve sur une frontière géographique. Au nord de la ligne Vernaison-Saint-Genis-Laval, les communes consacrent plus de 60 % de leur terre à des activités non agricoles, alors qu'au sud, les taux sont inférieurs à 30 %. La même étude indique aussi que les terres de Vernaison sont de moins en moins agricoles.
Le 1er janvier 2015, lors de la création de la métropole de Lyon, la commune absorbe une partie de Millery afin de créer un corridor territorial reliant Grigny à la métropole.

### Climat
Pour des articles plus généraux, voir Climat d'Auvergne-Rhône-Alpes et Climat du Rhône.
En 2010, le climat de la commune est de type climat du Bassin du Sud-Ouest, selon une étude du Centre national de la recherche scientifique s'appuyant sur une série de données couvrant la période 1971-2000. En 2020, Météo-France publie une typologie des climats de la France métropolitaine dans laquelle la commune est dans une zone de transition entre le climat semi-continental et le climat de montagne et est dans la région climatique Nord-est du Massif Central, caractérisée par une pluviométrie annuelle de 800 à 1 200 mm, bien répartie dans l’année.
Pour la période 1971-2000, la température annuelle moyenne est de 12,1 °C, avec une amplitude thermique annuelle de 18,2 °C. Le cumul annuel moyen de précipitations est de 798 mm, avec 8,8 jours de précipitations en janvier et 6 jours en juillet. Pour la période 1991-2020, la température moyenne annuelle observée sur la station météorologique de Météo-France la plus proche, « Saint-Genis-Laval », sur la commune de Saint-Genis-Laval à 6 km à vol d'oiseau, est de 12,8 °C et le cumul annuel moyen de précipitations est de 782,6 mm,. Pour l'avenir, les paramètres climatiques de la commune estimés pour 2050 selon différents scénarios d'émission de gaz à effet de serre sont consultables sur un site dédié publié par Météo-France en novembre 2022.
| Mois                                  | jan.             | fév.             | mars           | avril           | mai             | juin           | jui.           | août           | sep.            | oct.            | nov.            | déc.             | année      |
| ------------------------------------- | ---------------- | ---------------- | -------------- | --------------- | --------------- | -------------- | -------------- | -------------- | --------------- | --------------- | --------------- | ---------------- | ---------- |
| Température minimale moyenne (°C)     | 1                | 1,3              | 4,2            | 6,9             | 10,7            | 14,3           | 16,3           | 16             | 12,4            | 9,2             | 4,6             | 1,7              | 8,2        |
| Température moyenne (°C)              | 3,9              | 5                | 9              | 12,2            | 16              | 20             | 22,3           | 22             | 17,7            | 13,3            | 7,8             | 4,5              | 12,8       |
| Température maximale moyenne (°C)     | 6,9              | 8,7              | 13,7           | 17,4            | 21,4            | 25,7           | 28,2           | 28,1           | 22,9            | 17,3            | 10,9            | 7,3              | 17,4       |
| Record de froid (°C) date du record   | −19,3 17.01.1893 | −18,4 04.02.1917 | −10,6 01.03.05 | −3,8 08.04.03   | −0,3 04.05.1941 | 0,2 10.06.1967 | 5,8 08.07.1954 | 6,5 31.08.1940 | 0 04.09.1917    | −4,7 27.10.1887 | −9,5 28.11.1915 | −17,3 22.12.1938 | −19,3 1893 |
| Record de chaleur (°C) date du record | 19,4 30.01.13    | 22,5 15.02.1958  | 25,7 31.03.21  | 29,7 19.04.1949 | 34,7 24.05.09   | 38,7 22.06.03  | 40,2 31.07.20  | 41,5 13.08.03  | 36,7 05.09.1949 | 29,7 02.10.23   | 22,8 07.11.1955 | 19,2 03.12.1961  | 41,5 2003  |
| Précipitations (mm)                   | 48,1             | 36,7             | 46,5           | 67,7            | 75              | 67,5           | 64,8           | 63,2           | 79,8            | 94,5            | 90,1            | 48,7             | 782,6      |

## Urbanisme

### Typologie
Au 1er janvier 2024, Vernaison est catégorisée ceinture urbaine, selon la nouvelle grille communale de densité à sept niveaux définie par l'Insee en 2022.
Elle appartient à l'unité urbaine de Lyon, une agglomération inter-départementale regroupant 123  communes, dont elle est une commune de la banlieue,,. Par ailleurs la commune fait partie de l'aire d'attraction de Lyon, dont elle est une commune de la couronne,. Cette aire, qui regroupe 397 communes, est catégorisée dans les aires de 700 000 habitants ou plus (hors Paris),.

### Voies de communication et transports

#### Transports
Vernaison est desservie par les lignes de bus TCL :
- 15E qui relie la commune à Irigny et Lyon (Place Bellecour) d'un côté et à Millery ou Grigny d'un autre ;
- 18 qui relie la commune à Saint-Genis-Laval Hôpital Lyon Sud (métro B) via Irigny. Cette ligne de bus est une des plus anciennes du Grand Lyon (1906), elle dessert Vernaison depuis 1980 ;
- 78 qui relie la commune à Saint-Genis-Laval Hôpital Lyon Sud (métro B) via Charly d'un côté et à la gare de Givors-Ville via Grigny d'un autre.

#### Transports ferroviaires
Vernaison est desservie par des trains de la ligne SNCF Lyon-Saint-Étienne/Firminy. Elle est reliée à la gare de Lyon-Perrache en 16 minutes, à la gare de Givors-Ville en 11 minutes et à la gare de Saint-Étienne-Châteaucreux en 39 minutes.

## Toponymie
L'étymologie du nom de la commune est mal connue, cependant, on peut reconnaître le nom Verne (aulne), arbre très présent dans les milieux humides.

## Histoire

### Vue d'ensemble
Préhistoire

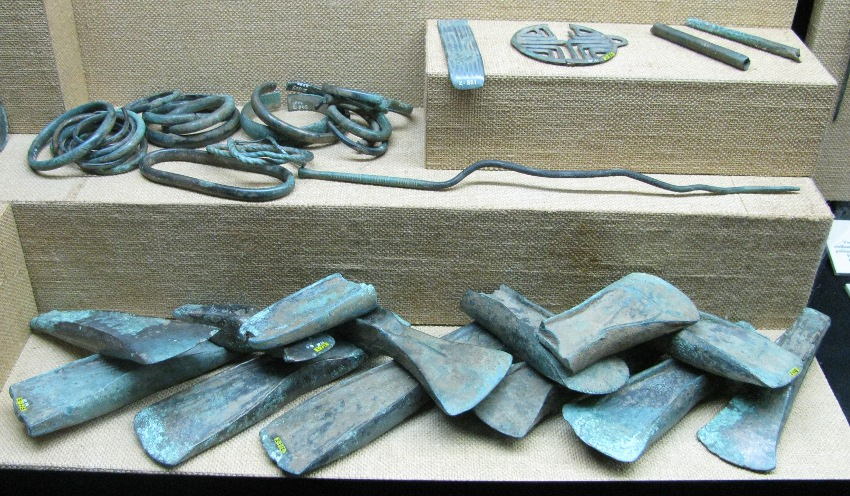
Trésor de Vernaison, musée Lugdunum de Lyon.

À l'âge du bronze, des fondeurs de bronze s'installent le long du Rhône. On a retrouvé plusieurs de leurs dépôts entre Lyon et Vienne. À Vernaison en 1856 on a mis au jour un de ces dépôts, appelé trésor de Vernaison. Ce trésor, visible au musée gallo-romain de Fourvière à Lyon, est assez important, étant constitué de 13 haches, cinq poignards, 14 épingles, plusieurs faucilles et d'autres objets de cette époque.
Moyen Âge
- 1153 : première mention du nom de Vernaison (Veyrneyson) dans un document écrit.
- 1213 : fondation de la paroisse par Johan Rufus, abbé de l'abbaye d'Ainay (Lyon). La paroisse de Vernaison restera une annexe de Charly jusqu'à la Révolution française.
- XIIIe siècle : péage sur le Rhône à la tour de « Genetière » (aujourd'hui Tour de Millery)
- XIVe siècle : construction de maisons en pisé et galets issus du fleuve.
- XVe siècle : culture vinicole
- 1439 : les moines bénédictins quittent le lieu et cèdent les terrains à des bourgeois lyonnais.

Fin du XVIIIe siècle
- 1787 : Ouverture de la fabrique d'indiennes par 3 Genevois, du nom de Guillon, Paris et Chaland[13]. Cette fabrique emploie 60 personnes contremaitre et dessinateurs inclus ; presque tous ces employés sont originaires de Suisse et protestants[14]. Les produits fabriqués ne consistent qu'en mouchoirs assez communs, vendus dans les départements limitrophes[15]. Au début du XIXe siècle, la fabrique Chaland emploie 144 ouvriers[16].
- 1791 : Vernaison devient une paroisse autonome.
- 1793 : au début de la République, la région est touchée par la guerre civile entre les royalistes de l'« armée lyonnaise », et les soldats républicains. Les habitants et mariniers de Vernaison prennent part à ces affrontements. Les républicains ayant été chassés de Pierre-Bénite, ils tentent de passer le Rhône à Vernaison en établissant un pont de bateaux. Une partie des habitants prend les armes et tirent sur neuf « pennelles » déjà en place. Trois de ces bateaux-pont coulent. Le combat dure plus de vingt minutes. Le maire de Vernaison, accompagné de mariniers, part alors à l'assaut au cri de « A l'abordage, vivent les Lyonnais ! ». Les soldats de la Convention fuient et rejoignent l'autre rive[17].

XIXe et XXe siècles

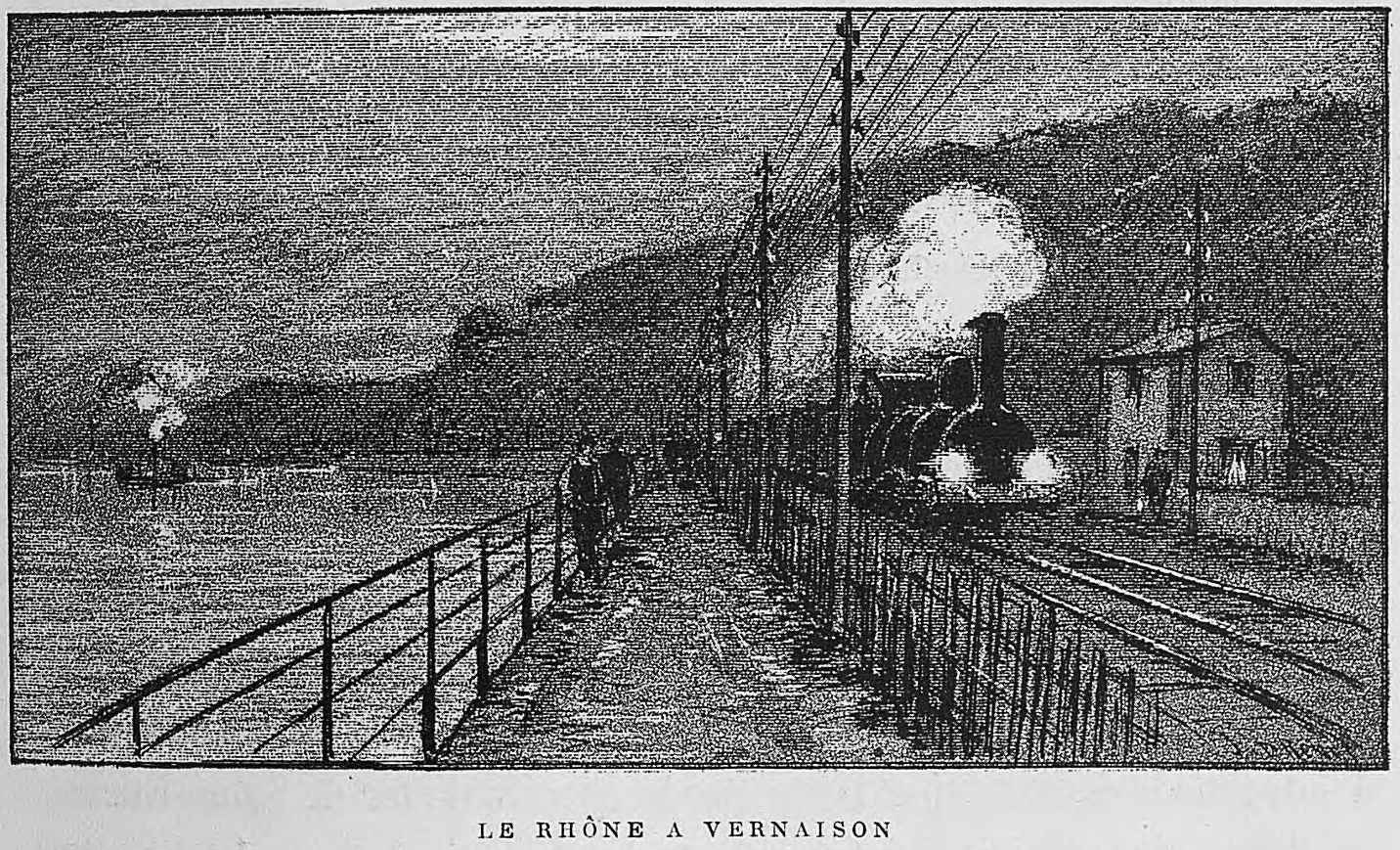
Vue de Vernaison par Joannès Drevet

- XIXe siècle : Vernaison a, alors, une grande activité fluviale. La ville compte trois ports. De nos jours, les seules traces de ces ports restent des noms de rues : port Rave, port Perret et port Puys. Le village abrite, alors, la seconde gare entre Lyon et Saint-Étienne. Elle comporte de nombreuses maisons de campagne. Les chemins de fer notent de nombreux mouvements de voyageurs dans cette gare[18].
- 1836 : Le 12 janvier, mouvement social important chez les ouvriers de la fabrique d'indiennes. Ils quittent leur travail et vont proposer leur service à d'autres entreprises[19].
- 1860 : En septembre, la société des providences agricoles ouvre une maison pour enfants miséreux. Ces derniers peuvent y rester jusqu'à leur première communion. Les Providences leur donnent une éducation simple et rustique en lien avec leur futur métier : cultivateurs. En 1861, 36 enfants sont comptés dans cette maison. Les Providences sont dirigés par des frères agriculteurs[20].
- 1843 : Le 8 octobre, une lettre pastorale annonce l'ouverture d'un hospice pour les prêtres, sous le vocable de Saint-François-de-Sales. L'archevêque de Lyon, Mgr de Bonald, fut à l'initiative de la création de ce lieu de repos, où il y avait ses habitudes[21].
- 1887 : Création d'une des premières associations du sport nautique, nommé « Joutes », encore pratiqué de nos jours
- 1919 : Création de la société Chocolaterie Fine et Confiserie du Rhône[22]. Tout au long du XXe siècle cette société va fabriquer des chocolats à Vernaison. À travers sa marque Chocolats fins le Rhône[23], cette chocolaterie a séduit ses adeptes avec son « vrai malakoff », puis le « malakoff doré », le « noisetta », le « melhor », les « vonettas », le « cabello », le « superhone ». En 1936, la société est cotée en bourse[24]. La fabrique est encore présente dans les années 1960, on retrouve de nombreux supports publicitaires du milieu du XXe siècle. La chocolaterie vernaisonnaise a fermé ses portes en 1967.
- 1995 : Programme de mise en valeur des lônes
- 2003 : Ouverture du pôle de la petite enfance

Le Grand Lyon disparaît le 1er janvier 2015, et laisse place à la collectivité territoriale de la métropole de Lyon. La commune quitte ainsi le département du Rhône.

### Dépôt de bronze de Vernaison
La découverte des objets en bronze de Vernaison a été faite en septembre 1856 dans la propriété du maire de l'époque, M. Donat.
Le rapport de cette découverte fut établi par M. A. Commarmond, inspecteur divisionnaire de la Société française d'archéologie.
Le champ de la découverte portait le nom des Garennes. C'est au moment de retourner la terre que les fermiers découvrirent à 60 cm de profondeur, deux vases distants de 20 mètres.
Ces deux vases, faits d'argile et de gravier blanc, avaient une taille de 40 cm de haut pour 35 cm de diamètre.
Les vases cassés montrèrent un contenu important : 135 objets (21 kg) dans le premier, et 72 (17 kg) dans le second.
75 pièces, dignes d'intérêt ont été récupérées par le musée de Lyon. Les débris restant devaient être fondus par M. Donat pour en faire une urne rappelant la découverte.
Parmi ces pièces, l'inventaire de l'époque mentionne :
douze styles, treize contrepoids de lance, trente bracelets, cinq lames de poignard, un ornement en feuille de laurier, un pendentif, une bande ornée de moulures.

### Liste des maires

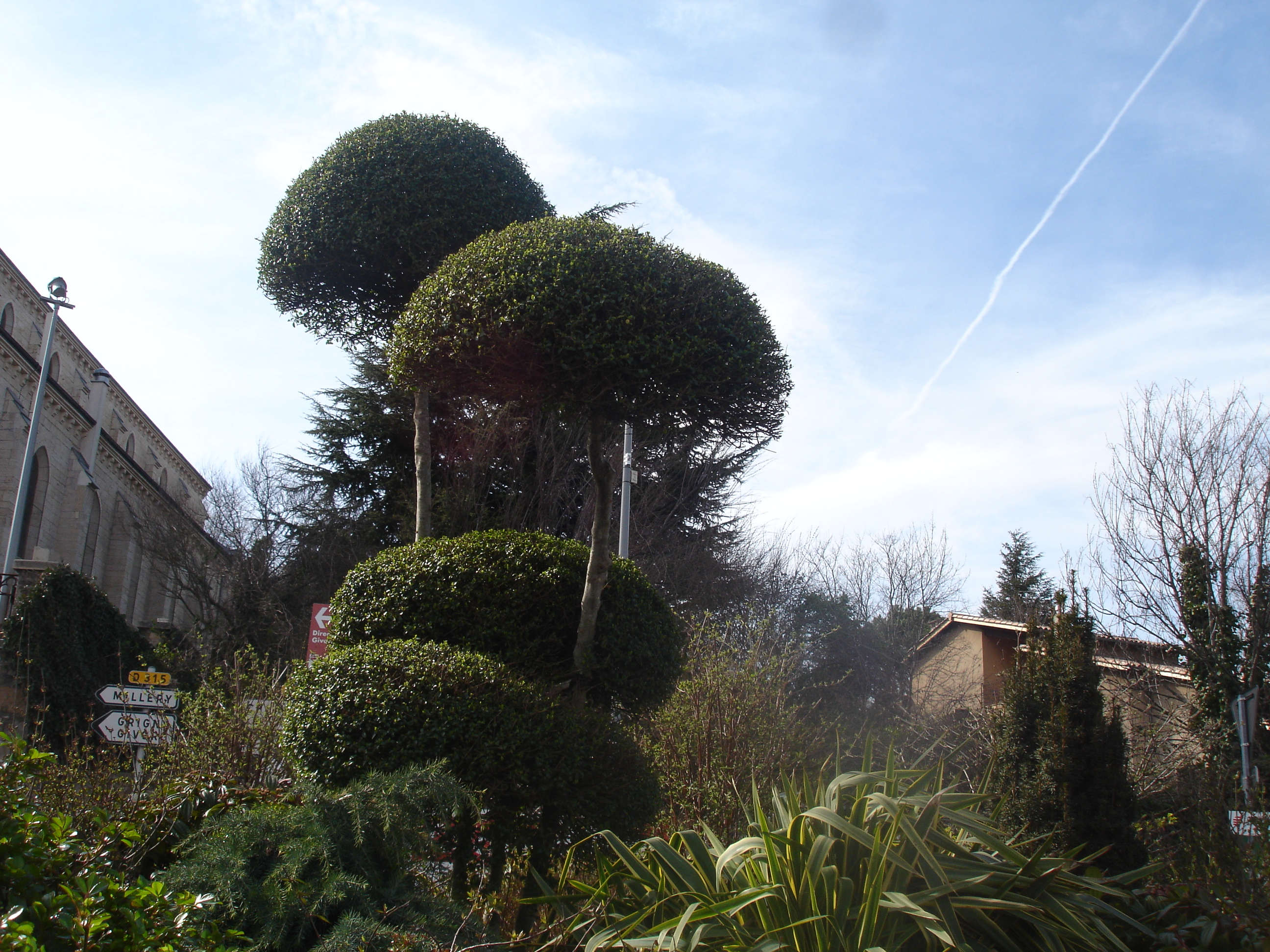
Square de la mairie

## Équipements et services publics

### Enseignement
Vernaison fait partie de l'académie de Lyon. Le centre du village accueille trois écoles dont deux publiques (école maternelle Robert Baranne, 126 élèves répartis sur 5 classes en 2021-2022, école primaire Robert Baranne, 194 élèves répartis sur 8 classes en 2021-2022) et un établissement privé sous contrat (école Notre Dame, 123 élèves répartis sur 5 classes en maternelle et primaire en 2018-2019). La commune de Vernaison a 514 élèves scolarisés sur la commune.

## Population et société

### Démographie

#### Évolution démographique
L'évolution du nombre d'habitants est connue à travers les recensements de la population effectués dans la commune depuis 1793. Pour les communes de moins de 10 000 habitants, une enquête de recensement portant sur toute la population est réalisée tous les cinq ans, les populations de référence des années intermédiaires étant quant à elles estimées par interpolation ou extrapolation. Pour la commune, le premier recensement exhaustif entrant dans le cadre du nouveau dispositif a été réalisé en 2007.

En 2022, la commune comptait 5 175 habitants, en évolution de +6,22 % par rapport à 2016 (Rhône : +3,93 %, France hors Mayotte : +2,11 %).
| 1793 | 1800  | 1806 | 1821  | 1831  | 1836  | 1841  | 1846 | 1851  |
| ---- | ----- | ---- | ----- | ----- | ----- | ----- | ---- | ----- |
| 823  | 1 019 | 964  | 1 104 | 1 108 | 1 129 | 1 023 | 939  | 1 182 |

| 1856  | 1861  | 1866  | 1872  | 1876  | 1881  | 1886  | 1891  | 1896  |
| ----- | ----- | ----- | ----- | ----- | ----- | ----- | ----- | ----- |
| 1 390 | 1 437 | 1 335 | 1 076 | 1 303 | 1 252 | 1 176 | 1 122 | 1 183 |

| 1901  | 1906  | 1911  | 1921  | 1926  | 1931  | 1936  | 1946  | 1954  |
| ----- | ----- | ----- | ----- | ----- | ----- | ----- | ----- | ----- |
| 1 278 | 1 220 | 1 275 | 1 256 | 1 373 | 1 423 | 1 367 | 1 508 | 1 552 |

| 1962  | 1968  | 1975  | 1982  | 1990  | 1999  | 2006  | 2007  | 2012  |
| ----- | ----- | ----- | ----- | ----- | ----- | ----- | ----- | ----- |
| 1 766 | 1 995 | 3 250 | 3 373 | 4 072 | 4 000 | 4 320 | 4 365 | 4 521 |

| 2017  | 2022  | - | - | - | - | - | - | - |
| ----- | ----- | - | - | - | - | - | - | - |
| 4 998 | 5 175 | - | - | - | - | - | - | - |

#### Pyramide des âges
En 2019, le taux de personnes d'un âge inférieur à 30 ans s'élève à 37,7 %, soit un taux inférieur à la moyenne départementale (40,2 %). Le taux de personnes d'un âge supérieur à 60 ans (24,4 %) est supérieur au taux départemental (21,9 %).
En 2019, la commune comptait 2 454 hommes pour 2 545 femmes, soit un taux de 50,91 % de femmes, inférieur au taux départemental (51,92 %).
Les pyramides des âges de la commune et du département s'établissent comme suit :
| Hommes | Classe d’âge | Femmes |
| ------ | ------------ | ------ |
| 0,9    | 90 ou +      | 3,3    |
| 5,8    | 75-89 ans    | 7,8    |
| 15,3   | 60-74 ans    | 15,7   |
| 20,1   | 45-59 ans    | 19,8   |
| 17,7   | 30-44 ans    | 18,2   |
| 18,6   | 15-29 ans    | 17,5   |
| 21,6   | 0-14 ans     | 17,7   |

| Hommes | Classe d’âge | Femmes |
| ------ | ------------ | ------ |
| 0,7    | 90 ou +      | 1,7    |
| 6,2    | 75-89 ans    | 8,4    |
| 13     | 60-74 ans    | 14,2   |
| 18,4   | 45-59 ans    | 17,7   |
| 20,3   | 30-44 ans    | 19,5   |
| 21,8   | 15-29 ans    | 21,1   |
| 19,6   | 0-14 ans     | 17,4   |

### Sports et loisirs
Vernaison possède la particularité de pratiquer les joutes nautiques. C'est une activité sportive traditionnelle que pratiquent beaucoup de villages entre Lyon et Givors et même au-delà jusqu'à Vienne. Vernaison pratique les joutes de la méthode lyonnaise. Chaque année, des compétitions sont organisées, dans le bassin destiné à cette activité. Le 31 août 2014, Vernaison a accueilli la finale du championnat de France des méthodes Lyonnaise et Givordine
Bernard Clavel a découvert ce sport et l'a pratiqué pendant tout le temps qu'il vécut ici à Vernaison. Il l'évoque à plusieurs reprises dans son œuvre, dans des romans comme Le Seigneur du fleuve, La Guinguette, l'histoire de cette maîtresse femme qui se passe dans la région ou dans Le Tambour du bief dont les joutes nautiques constituent un thèmes importants et que, pour les besoins du roman, il a transposé dans sa Franche-Comté natale.
Toute cette époque est rappelée dans la magnifique sculpture exposée sur les berges du Rhône, près de l'espace nature Îles et lônes du Rhône qui rappelle les premières coupes de France par équipe gagnées par Vernaison.
| Année | Lieu de la compétition | Classement |
| ----- | ---------------------- | ---------- |
| 1982  | Givors                 | 2e         |
| 1983  | Longueil Annel         | 2e         |
| 1988  | Givors                 | 3e         |
| 1994  | Grigny                 | 2e         |
| 1995  | Chasse/s Rhône         | 3e         |
| 1997  | Loire s/ Rhône         | 2e         |
| 2004  | Isle sur Sorgue        | Victoire   |
| 2011  | Serrières              | 2e         |
| 2016  | Chasse/s Rhône         | 2e         |
| 2019  | Ternay                 | 2e         |
| 2021  | Givors                 | Victoire   |
| 2022  | La Roche-de-Glun       | Victoire   |

L'Union Marinière de Vernaison, le club local de Joutes et de Barques, existe depuis 1887.
Cependant, un chavirage d'une barque de jeunes filles qui fit 7 victimes noyées, nous indiquent que les fêtes locales de joutes existent depuis au moins 1818.

### Cadre de vie et environnement
Le parcours Charly-Vernaison mis au point avec la commune voisine de Charly comprend trois parcours en boucle qui permettent de découvrir les paysages intéressants de ces deux communes ainsi que la vie de ses habitants.
Chacun de ces trois itinéraires a été balisé et comporte des informations sur la faune et la flore environnantes.
- Le parcours de l'étang s'étend sur 3,2 km et est centré sur le travail des arboriculteurs, domaine important dans l'économie locale.
- Le parcours du plateau sur une longueur de 3,3 km permet surtout d'admirer les paysages de contraste entre la colline et la plongée vers le Rhône.
- Le parcours des Hauts de Charly sur une distance de 5 km est organisé sur la vie de l'agriculture en zone péri urbaine.

Le parcours ou plutôt les parcours les plus utilisés se situent le long du fleuve tant au nord direction Irigny qu'au sud direction la Tour de Millery. Recommandés les parcours Nord par les jardins ou le long du fleuve -impraticable lors des crues -passage par la gare d'Irigny et ses restaurants puis découverte du barrage de Pierre Bénite. Balisage SMIRIL. JW.

## Économie
Bien que située dans l'agglomération lyonnaise, la commune a encore une importante activité agricole et arboricultrice. En particulier, elle se trouve dans cette aire géographique, avec les communes voisines de Millery et de Charly où s'est implantée la cerise Burlat, variété très fructifort importée d'Orient, aux arbres bien exposés sur les coteaux qui surplombent le Rhône.
Comme l'écrivait le poète Henri Michaux :

« Le cerisier montre aux yeux éblouis

Ses fruits mûrs, suspendus en grappes de rubis. »
- Vernaison accueille des entreprises traditionnelles et des commerçants mais également des sociétés de hautes technologies.
- Marché les mercredis et samedis matin.

## Culture locale et patrimoine

### Lieux et monuments

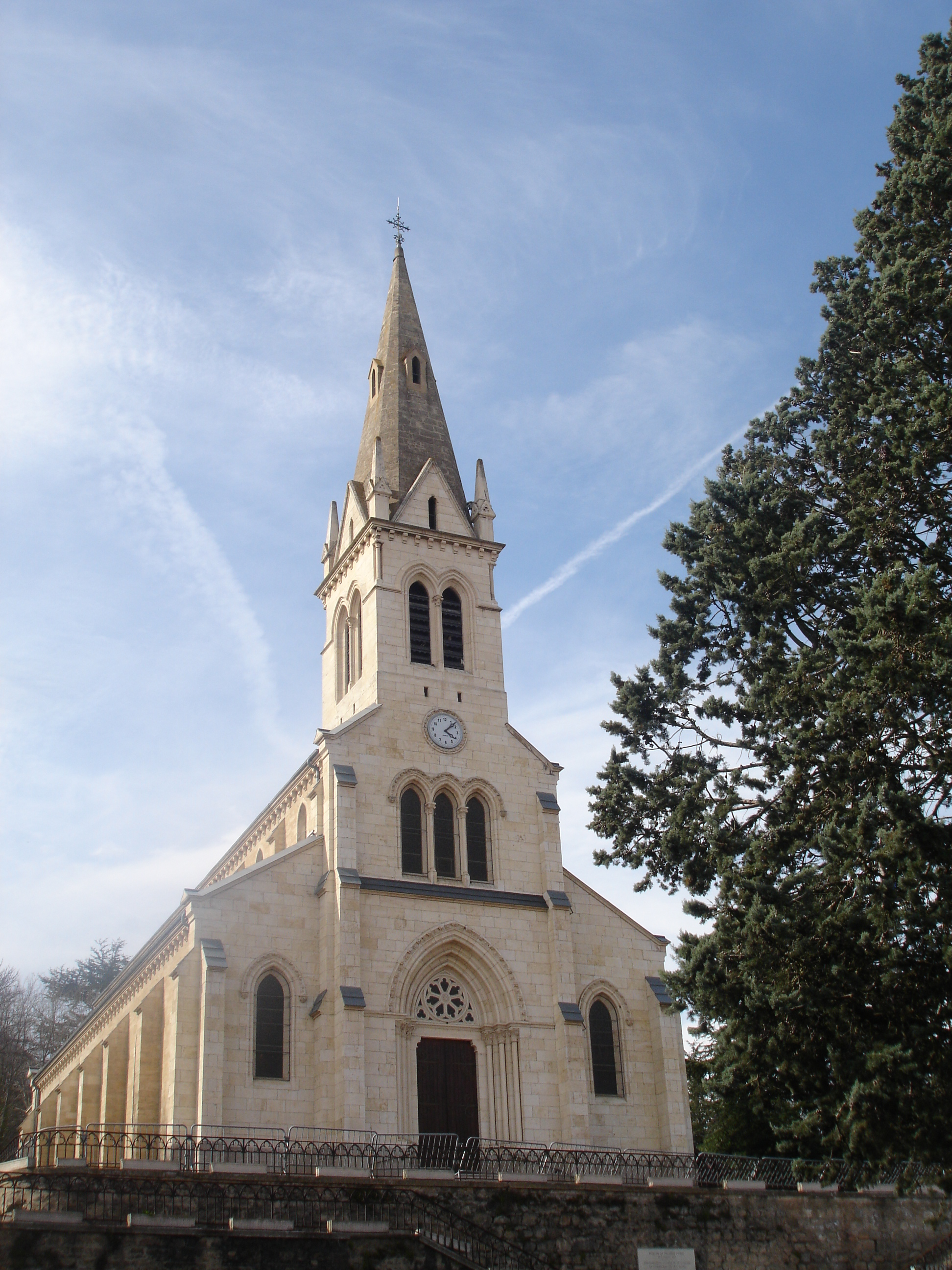
L'église

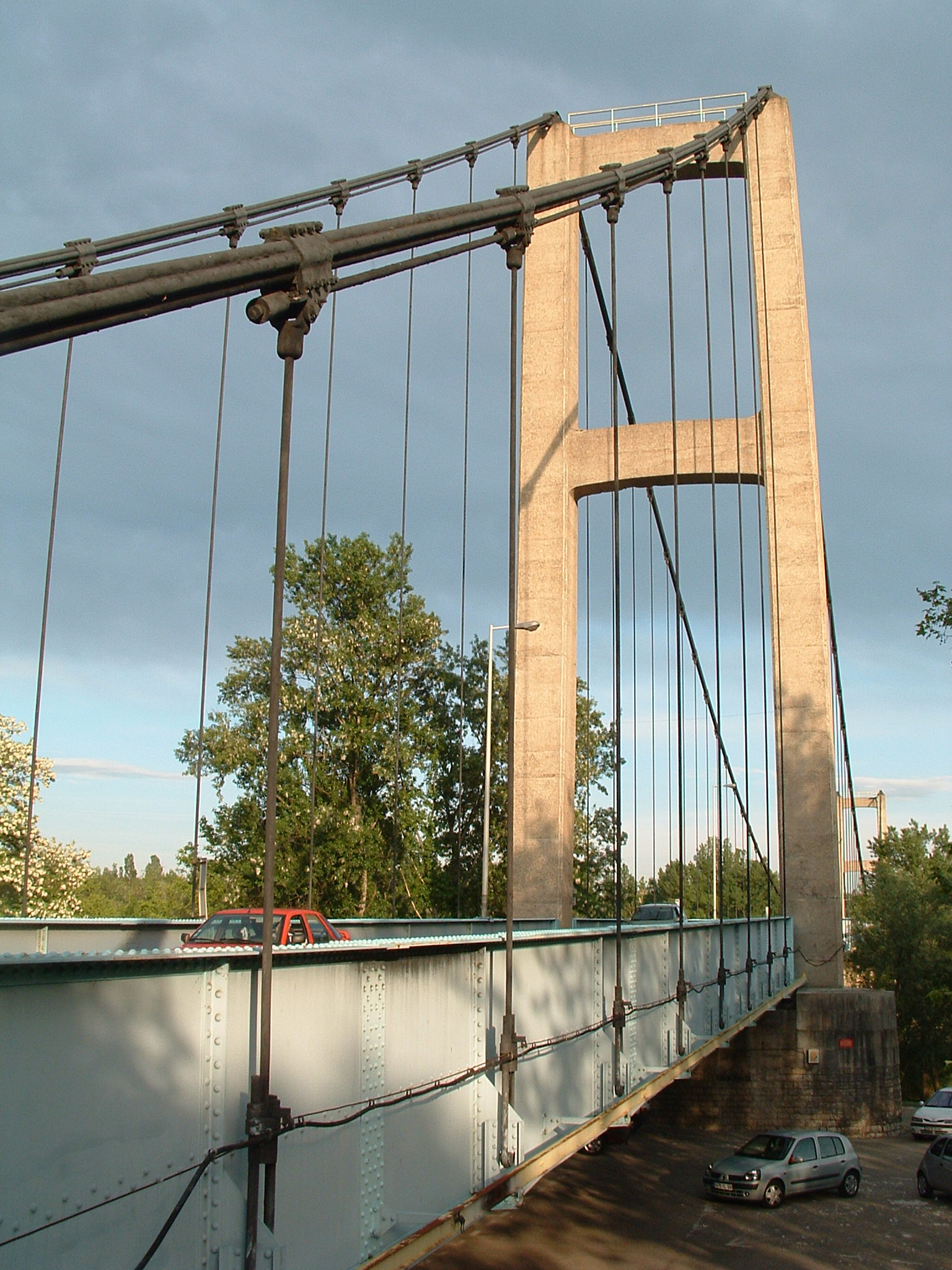
Pont suspendu de Vernaison

- Église du XIXe siècle, construite en 1869, conçue par l'architecte Farge, consacrée en 1873. L'ancienne église romane n'existe plus.
- 3 sentiers thématiques au bord du Rhône.
- Monument historique : vestiges du "pavillon de Cornevent" (inscrit en 1973), situé route de Givors, vers le numéro 33 de la rue.
- Monument historique : édifice et parc du "Lac enchanté" (XIXe siècle, inscrit en 1986), situé 770 chemin des Gaupières. Le Lac a été commencé en 1835 par Henri Broche, l'aménagement a été poursuivi par son petit-fils jusqu'en 1913[38].
- Monument historique : édifice et parc de "La fée des Eaux" (XIXe siècle, inscrit en 1986), situé 12 rue de la Fée des Eaux.
- Pile de rive : vestige du bac à trailles. Avant le premier pont (1902), la traversée se faisait sur des bateaux à fond plat, guidés par un câble tendu entre les deux rives. De chaque côté, des piles maintenaient le câble en hauteur. La pile encore en place est en pierre. Le bac a été utilisé jusqu'en 1902, date de l'ouverture d'un premier pont suspendu. Ce pont fut détruit en 1940. Le bac reprit du service jusqu'en 1959.

#### Premier pont suspendu de Vernaison: 1902-1940
- En 1878, les ingénieurs des ponts et chaussées du Rhône faisaient de premières études.
- En 1892/1893, les conseils municipaux de Vourles, Charly et Vernaison firent une demande de la mise en place d'un pont suspendu entre Vernaison (Rhône) et Solaize (Isère, à cette époque)[39].
- Commencé en 1900, ce pont fut inauguré le 31 mars 1902 par le Ministre de la Marine, Jean Marie de Lanessan, en présence du maire de l'époque M. Bruner.
- Ce pont suspendu est une œuvre majeure en Europe, pour l'époque. Il était composé de trois travées dont les longueurs étaient de 232 mètres, 52 mètres, 42 mètres. Sa largeur était de 5 mètres. Deux poutres solidarisaient l'ensemble, formant un parapet de 1,25 mètre de haut. Sa longueur totale était de 390 mètres[40]. Les fondations des deux tours ont été coulées par air comprimé, les deux tours faites de béton étaient recouvertes de pierres de taille[41]. Ce pont fut construit par Teste, Moret et Cie[42]. Il pouvait porter 11 tonnes.
- Ce pont fut détruit le 20 juin 1940 au cours de la retraite des troupes françaises[43].

#### Lepont suspendu actuel
- Il enjambe le Rhône, Il a été inauguré le 17 octobre 1959.
- La reconstruction avait été entreprise en 1955[44]. Il est déclaré tout tonnage. Les essais du pont ont eu lieu le 6 septembre 1959 avec 14 camions totalisant 280 tonnes de charge.
- Depuis mars 2020, les poids lourds de plus de 3,5 tonnes sont interdits à la circulation sur le pont devenu vétuste. Son remplacement est à l'étude[45].
- Un article wikipedia lui est dédié : pont suspendu de Vernaison

### Personnalités liées à la commune
- Édith Bernardin (1903-1994), bibliothécaire et historienne née à Vernaison ;
- Bernard Clavel (1923-2010), écrivain établi de 1945 à 1957 à Vernaison ;
- Claude Marie Dubuis (1817-1895), second évêque catholique du Texas mort à Vernaison ;
- Alexandre-Amédée Dupuy Delaroche (1819-1887), peintre né à Vernaison ;
- Jean Delay (1879-1966), évêque de Marseille retiré en 1956 à Vernaison où il meurt ;
- Jules Duclaux-Monteil (1848-1939), député puis sénateur de l'Ardèche né à Vernaison ;
- Adrien Rougier (1892-1984), organiste et compositeur né à Vernaison ;
- Pascal Papé, David Attoub et Sylvain Nicolas, rugbymen de haut-niveau et copropriétaires d'un restaurant de Vernaison en 2020[46].